# پروگی
پروگی (به مجاری:  Prügy) یک شهرداری در مجارستان است که در ناحیه سرنچ واقع شده‌است. پروگی ۳۱٫۳۹ کیلومتر مربع مساحت و ۲٬۶۱۶ نفر جمعیت دارد.